# Wierzch (gmina w rejencji opolskiej)
Wierzch (niem. Amtsbezirk Deutsch Müllmen) – zbiorowa gmina wiejska (Amtsbezirk) w powiecie prudnickim, rejencji opolskiej. Funkcjonowała w latach 1874–1945 w Rzeszy Niemieckiej. Siedzibą gminy był Wierzch (Deutsch Müllmen).
Gminę Wierzch utworzono 1 maja 1874 na obszarze powiatu prudnickiego. Powstała z obszaru gromad Wierzch, Mionów (Polnisch Müllmen) i Wilków (Wilkau). Pierwszym administratorem okręgu został Johann Gitzler zamieszkały w Wierzchu.
Jednostka przetrwała do 1945 roku. Po II wojnie światowej została zniesiona. Władze polskie nie odtworzyły gminy w reaktywowanym powiecie prudnickim.